# Гой, Мечислав Брониславович
Мечислав Брониславович Гой (бел. Мечыслаў Браніслававіч Гой; род. 14 июня 1963, Шловенцы, Гродненская область) — белорусский политический деятель, председатель горисполкома Гродно с 11.08.2014 по 30.05.2023.

## Биография
Мечислав Гой родился 14 июня 1963 года в деревне Шловенцы Вороновского района Гродненской области. В 1989 году окончил Белорусский институт механизации сельского хозяйства, а затем работал главным инженером колхоза имени Ленина.
Занимал должность председателя сельскохозяйственного производственного кооператива «Агро-провожа». В 2004 году получил второе высшее образование — окончил Академию управления при Президенте Республики Беларусь. С 2004 года был назначен председателем Сморгонского райисполкома. Депутат Вороновского районного и Заболотского сельского Советов депутатов.
11 августа 2014 года Указом Президента Республики Беларусь назначен председателем Гродненского городского исполнительного комитета. 30 мая 2023 года на это место был назначен Андрей Хмель. Мечислав Гой вскоре получил должность директора республиканского унитарного предприятия «Гродненский центр стандартизации, метрологии и сертификации» - об этом стало известно 19 июня 2023 года.

## Личная жизнь
Женат, имеет троих детей.